# Hornbeak
Hornbeak est une municipalité américaine située dans le comté d'Obion au Tennessee.

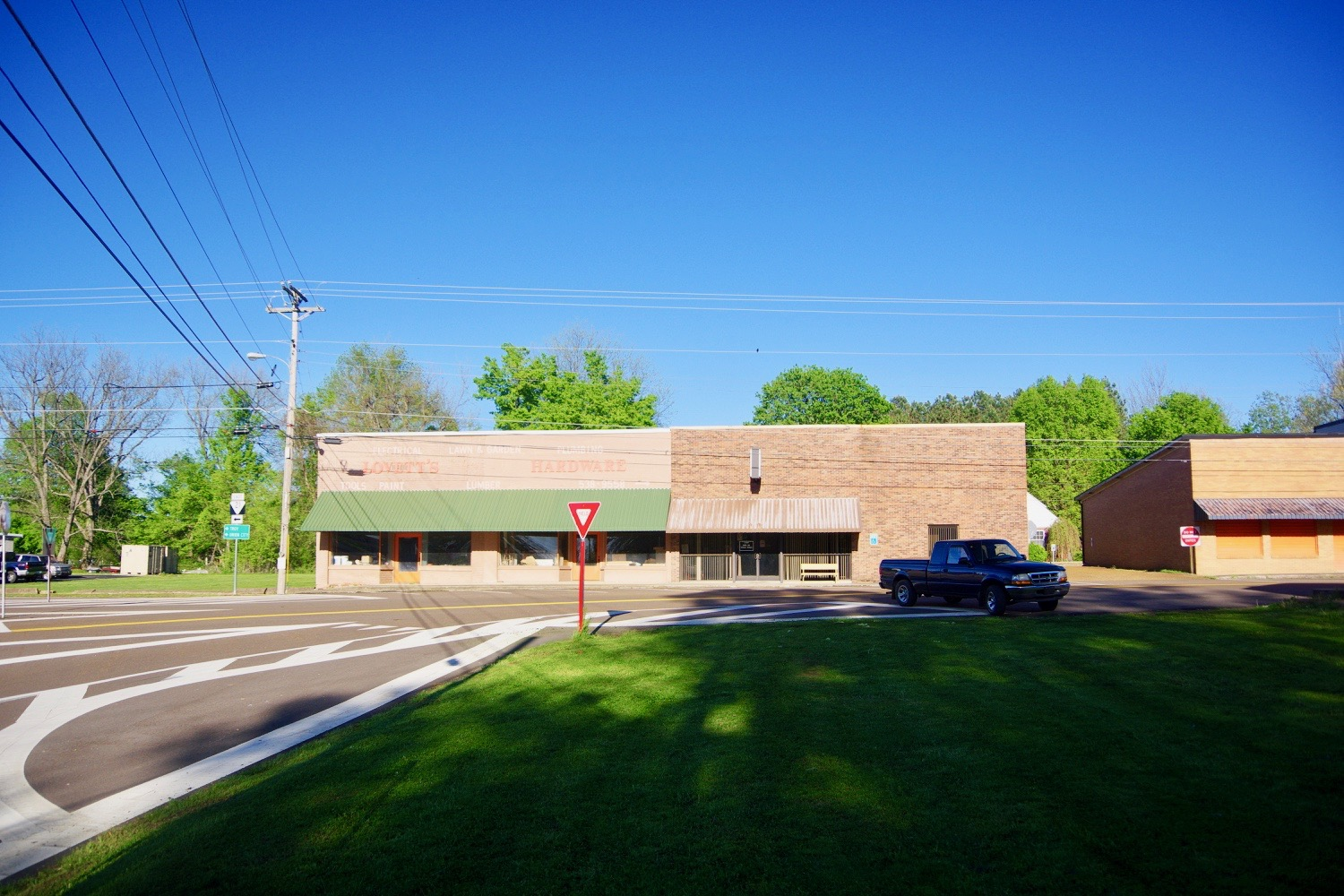
Ancien bloc commercial à l'intersection de la SR 21 et de la SR 183

Selon le recensement de 2010, Hornbeak compte 424 habitants. La municipalité s'étend sur 0,70 mille carré (1,81 km2).
D'abord appelée Wilsonville, la localité est renommée en l'honneur du propriétaire de son magasin général, Frank Hornbeak. Elle devient une municipalité en 1916.